# HD 5980
HD 5980 är en multipelstjärna belägen i den södra delen av stjärnbilden Tukanen, mot bakgrund av NGC 346 i Lilla magellanska molnet (SMC) och den ljusstarkaste stjärnan i SMC. Den har en skenbar magnitud av ca 11,31 och kräver ett teleskop för att kunna observeras. Den beräknas befinna sig på ett avstånd på ca 200 000 ljusår (ca 64 000 parsek) från solen. Den rör sig närmare solen med en heliocentrisk radialhastighet på ca -20 km/s.

## Egenskaper
Primärstjärnan HD 5980 A är en blå till vit superjättestjärna av spektralklass LBV. Den har en massa som är ca 61 solmassor, en radie som är ca 24 solradier och har ca 2 200 000 gånger solens utstrålning av energi från dess fotosfär vid en effektiv temperatur av ca 45 000 K.

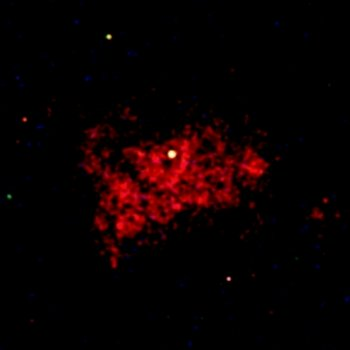
Bild i röntgenvåglängd av Chandra Observatory

HD 5980 har minst tre komponenter bland de mest lysande stjärnorna som är kända. Den ovanliga primärstjärnan har ett Wolf-Rayet-spektrum och har producerat ett lysande blått variabelt (LBV) utbrott. Följeslagaren, också en Wolf-Rayet-stjärna, bildar en spektroskopisk dubbelstjärna och förmörkelsevariabel med den primärstjärnan. En mer avlägsen superjätte av spektraltyp O är sannolikt också en dubbelstjärna.
HD 5980 är visuellt en enda stjärna, men spektrumet tyder på tre heta ljusstarka stjärnor ingår. Deras fysiska parametrar är osäkra på grund av svårigheter med att upplösa deras spektra, de partiella förmörkelserna, skenbara inneboende variationer i omloppen och den starka variationen hos minst en komponent. Kalibreringen av spektralfunktioner till fysiska egenskaper, som temperatur har historiskt komplicerats av den låga metalliciteten hos objekt i SMC.
Följeslagaren, HD 5980 B, är också en Wolf-Rayet-stjärna. Den bildar en spektroskopisk dubbelstjärna med primärstjärnan och de kretsar kring varandra med en omloppsperiod av 19,3 dygn. Omloppsparametrarna tyder på att de två stjärnorna är ungefär lika massiva, inom felmarginalen. Omloppsbanan lutar 86° sett från jorden, och partiella förmörkelser inträffar två gånger per banvarv, med tidpunkter som anger en excentricitet på 0,27.
Följeslagren, HD 5980 C, är en avlägsen väterik stjärna som identifierats från smala absorptionslinjer, som inte uppvisar samma starka variationer i radiell hastighet som de breda emissionslinjerna från A/B-paret. Högre upplöst spektra visar mindre, långsammare variationer i radiell hastighet och det antas att C själv också har en följeslagare. Primärstjärnan i detta par är en het konventionell stjärna, troligen en tidig superjätte av spektraltyp O. En omloppsperiod på 96,5 dygn har härletts från variationer i radiell hastighet. Detta är fem gånger A/B-systemets period, vilket tyder på att de fyra stjärnorna bildar ett gemensamt gravitationsfält även om det inte kan uteslutas att det är en orelaterad tillfällighet.